# Bocula megastigmata
Bocula megastigmata là một loài bướm đêm trong họ Noctuidae.